# 新西爾基 (科韋利區)
51°11′10″N 24°17′21″E / 51.18611°N 24.28917°E
新西爾基（烏克蘭語：Новосілки）是位於烏克蘭西北部的村莊，由沃倫州科韋利區的盧基夫市鎮負責管轄。該村始建於1570年，面積1.61平方公里，海拔高度190米，2001年人口333，人口密度每平方公里207.09人。